# 126-й меридіан західної довготи
126-й меридіан західної довготи — лінія довготи, що лежить на 126 градусів західніше Гринвіцького меридіана. Вона проходить від Північного полюса через Північний Льодовитий океан, Північну Америку, Тихий океан, Південний океан та Антарктиду до Південного полюса.
126-й меридіан західної довготи формує велике коло разом із 54-тим меридіаном східної довготи.

## Список географічних об'єктів, що перетинає 126° зх. д.
Починаючи на Північному полюсі та рухаючись до Південного полюса, 126-й меридіан західної довготи проходить через:
| Координати                                                   | Країна, територія або море | Примітки |
| ------------------------------------------------------------ | -------------------------- | --- |
| 90°0′ пн. ш. 126°0′ зх. д. / 90.000° пн. ш. 126.000° зх. д.  | Північний Льодовитий океан | |
| 75°52′ пн. ш. 126°0′ зх. д. / 75.867° пн. ш. 126.000° зх. д. | Море Бофорта               | |
| 71°59′ пн. ш. 126°0′ зх. д. / 71.983° пн. ш. 126.000° зх. д. | Канада                     | Північно-Західні території — проходить через мис Келлетт, найзахіднішу точку острова Бенкс — приблизно на 1 км |
| 71°58′ пн. ш. 126°0′ зх. д. / 71.967° пн. ш. 126.000° зх. д. | Затока Амундсена           | |
| 69°25′ пн. ш. 126°0′ зх. д. / 69.417° пн. ш. 126.000° зх. д. | Канада                     | Північно-Західні території Юкон Британська Колумбія — проходить через материк та острови Ванкувер і Варгас[en] |
| 49°9′ пн. ш. 126°0′ зх. д. / 49.150° пн. ш. 126.000° зх. д.  | Тихий океан                | |
| 60°0′ пд. ш. 126°0′ зх. д. / 60.000° пд. ш. 126.000° зх. д.  | Південний океан            | |
| 73°6′ пд. ш. 126°0′ зх. д. / 73.100° пд. ш. 126.000° зх. д.  | Антарктида                 | Проходить через Землю Мері Берд, на яку жодна країна не претендує                                              |